# مصطفی سریدی
مصطفی سریدی (انگلیسی: Mustapha Seridi؛ زادهٔ ۱۸ آوریل ۱۹۴۱) بازیکن فوتبال اهل الجزایر بود.
وی همچنین در تیم ملی فوتبال الجزایر بازی کرده‌است.